# کارپیووکا
کارپیووکا (به لهستانی:  Karpiówka) یک روستا در لهستان است که در گمینا کراشنگک واقع شده‌است. کارپیووکا  ۴۳۵ نفر جمعیت دارد.